# Vârtop
Vârtop est une commune roumaine située dans le județ de Dolj.